# Jean Claude Ntezimana
Jean Claude Ntezimana

Link zum Bild

Jean Claude Ntezimana (* 1978) ist ein ruandischer Politiker und Generalsekretär der Demokratischen Grünen Partei Ruandas (DGPR). Seit der Parlamentswahl 2018 ist er Abgeordneter im Unterhaus Ruandas. Es war die erste Wahl bei der Mitglieder der DGPR ins Unterhaus einzogen.
Ntezimana lebt im Distrikt Gasabo in der Hauptstadtprovinz Kigali. Er hat einen Masterabschluss in „Internationale Beziehungen und Diplomatie“.